# Diego Ravelli
Diego Giovanni Ravelli (ur. 1 listopada 1965 w Lazzate) – włoski duchowny rzymskokatolicki, doktor nauk teologicznych w zakresie liturgiki, arcybiskup, mistrz papieskich ceremonii liturgicznych od 2021, konsultor Dykasterii ds. Kultu Bożego i Dyscypliny Sakramentów od 2022.

## Życiorys
Święcenia kapłańskie otrzymał 15 czerwca 1991 w diecezji Como z rąk biskupa Alessandro Maggiolini. Inkardynowany do diecezji Velletri-Segni. W 2010 uzyskał doktorat z liturgiki na Papieskim Instytucie Liturgicznym Świętego Anzelma. Od 1998 był pracownikiem Urzędu Dobroczynności Apostolskiej, pełniąc funkcję dyrektora biura od 2013. Od 2006 pełnił ponadto funkcję jednego z ceremoniarzy papieskich.
11 października 2021 papież Franciszek mianował go mistrzem papieskich ceremonii liturgicznych, powierzając mu jednocześnie odpowiedzialność za papieski chór muzyczny. 11 czerwca 2022 papież Franciszek powołał go w skład konsultorów Dykasterii ds. Kultu Bożego i Dyscypliny Sakramentów, natomiast stycznia 2025 papież mianował go członkiem Dykasterii ds. Kultu Bożego i Dyscypliny Sakramentów.
21 kwietnia 2023 papież Franciszek prekonizował go arcybiskupem tytularnym Recanati. Święcenia biskupie otrzymał 3 czerwca 2023 w bazylice św. Piotra na Watykanie. Udzielił mu ich kardynał Pietro Parolin, sekretarz stanu Stolicy Apostolskiej, któremu asystowali: papież Franciszek, kardynał Konrad Krajewski, jałmużnik papieski, i Guido Marini, biskup diecezjalny tortoński. Jako dewizę biskupią wybrał słowa „Evangelii gaudium” (Radość Ewangelii).
Podczas konklawe w dniach 7-8 maja 2025 pełnił funkcję notariusza.